# Detroit Pistons
Detroit Pistons er et amerikansk basketballhold dannet i Detroit i Michigan. De spiller i den professionelle liga NBA.
Detroit Pistons spiller sine hjemmekampe i The Palace of Auburn Hills, i Detroit-forstaden Auburn Hills.

## Historie
Pistons blev grundlagt i 1941 som Fort Wayne Zollner Pistons. De spillede de første år i National Basketball League. I 1948 blev de taget op i NBA, da under navnet Fort Wayne Pistons. Holdet flyttede til Detroit i 1957 og fik da sit nuværende navn.
Detroit Pistons har vundet NBA tre gange, i 1989, 1990 og 2004. De vant også NBL i 1944 og 1945.

## Kendte spillere
- Richard Hamilton
- Ben Gordon
- Tracy McGrady
- Charlie Villanueva
- Ben Wallace